# St. Stephanus (Fedderwarden)

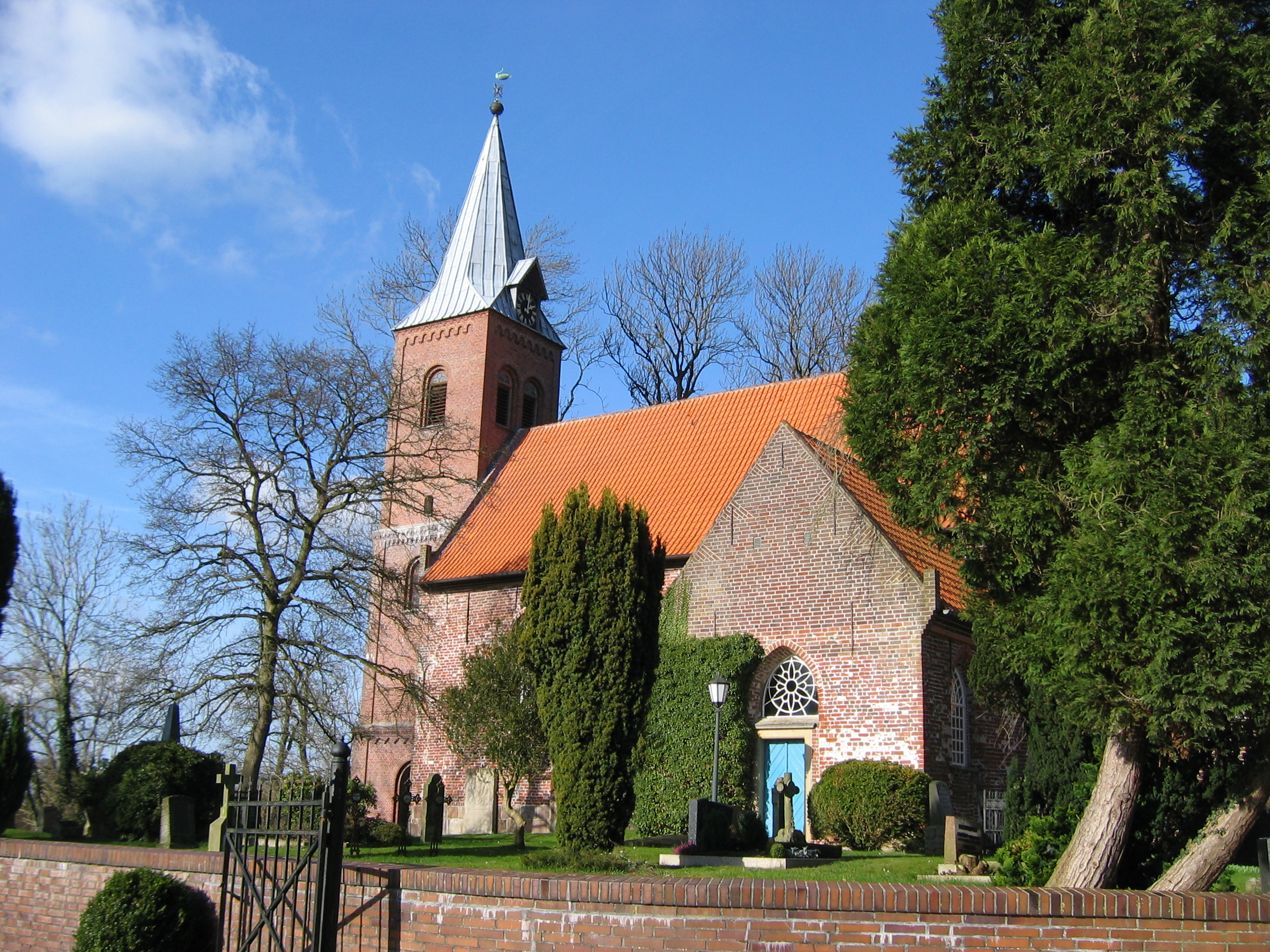
Fedderwarden, St. Stephanus

Die evangelisch-lutherische denkmalgeschützte Kirche St. Stephanus steht in Fedderwarden, einem Stadtteil der kreisfreien Stadt Wilhelmshaven in Niedersachsen. Die Kirchengemeinde gehört zum Kirchenkreis Friesland-Wilhelmshaven der Evangelisch-Lutherischen Kirche in Oldenburg.

## Beschreibung
Urkundlich wird die Kirche 1420 in einer Bestandsaufnahme der Diözese Bremen erwähnt. Die frühgotische Saalkirche mit Bogenfenstern und halbrunder Apsis im Osten ist jedoch bereits im 3. Viertel des 13. Jahrhunderts gebaut worden. Die zweischaligen Außenmauern bestanden ursprünglich aus Granitquadern, was für Dorfkirchen seinerzeit typisch war. Im Laufe der Zeit wurden sie durch Backsteine ersetzt. Sämtliche Bauteile sind nunmehr aus Backsteinen, z. T. noch mit Granitquadern durchsetzt. An das Langhaus wurde ein südlicher Querarm in der 2. Hälfte des 17. Jahrhunderts angebaut, in dem sich das Portal befindet. Früher gab es zwei Eingänge, einen im Norden für Frauen und einen im Süden für Männer. Sie sind nunmehr vermauert. 
Der Kirchturm im Westen wurde 1875 errichtet, nachdem der freistehende Glockenstuhl, in dem zwei Kirchenglocken hingen, baufällig geworden war. Für den Kirchturm wurden 1987 von der Glocken- und Kunstgießerei Rincker drei Glocken beschafft. Der Turm ist mit einem achtseitigen spitzen Helm bedeckt. 
Die drei Joche des Innenraums sind mit gebusten Kreuzrippengewölben überspannt. Die Wand- und Deckenmalereien sind aus der Erbauungszeit und wurden 1976 freigelegt. Die fragmentarisch erhaltenen Ornamente wurden in Grisaille ergänzt. Die Patronatsloge für den Freiherrn von Knyphausen stand ursprünglich auf der nicht mehr vorhandenen Empore im Süden des Kirchenschiffs. Die Kanzel von 1586 wurde wegen des Anbaus von der Südwand an die Nordwand versetzt. In der Brüstung der Kanzel befinden sich zwischen kannelierten Pilastern Ölgemälde mit den vier Evangelisten. Die Kirchenausstattung wurde nach der calvinistischen Zeit der Kirche ab 1641 neu angeschafft. Das mit Knorpelwerk verzierte Altarretabel von 1641 besteht aus einem Mittelteil mit drei Bildern von der Taufe Jesu, von Jesus erscheint zwei Jüngern bei Emmaus und der Himmelfahrt Christi.

## Orgel
Die erste Orgel wurde 1702–1704 von Joachim Kayser mit acht Registern auf einem Manual und angehängtem Pedal  gebaut. Johann Claussen Schmid ersetzte das Instrument 1867 mit einem neuen Gehäuse. Durch Alfred Führer erfolgten 1936 und 1958 Umbauten. Die heutige Orgel mit 14 Registern, verteilt auf zwei Manuale und Pedal, wurde 1978 von der Orgelbauwerkstatt Führer errichtet. Verwendet wurde dabei das Gehäuse, das Christian Vater 1711 für die Alexanderkirche Wildeshausen gebaut hatte. Einige erhaltene Register von Vater und von Schmid wurden in den Neubau einbezogen. Die Disposition lautet wie folgt:
| I Hauptwerk C–g3 |       |      |
| Principal        | 8′    | 1711 |
| Rohrflöte        | 8′    | 1711 |
| Oktave           | 4′    | 1711 |
| Quinte           | 2 ⁄3′ | 1711 |
| Oktave           | 2′    | 1711 |
| Mixtur IV        | 1 ⁄3′ | 1711 |
| Trompete         | 8′    |      |

| II Brustwerk C–g3 |    |      |
| Holzgedackt       | 8′ |      |
| Flöte             | 4′ | 1711 |
| Waldflöte         | 2′ |      |
| Sesquialtera II   |    | 1867 |

| Pedal C–f1 |       |      |
| Subbass    | 16′   |      |
| Oktave     | 8′    | 1711 |
| Choralbass | 4′+2′ | 1867 |

- Koppeln: II/I, I/P, II/P